# Lisna Bore
Lisna Bore este un sat din comuna Ulcinj, Muntenegru. Conform datelor de la recensământul din 2003, localitatea are 179 de locuitori (la recensământul din 1991 erau 258 de locuitori).

## Demografie
În satul Lisna Bore locuiesc 135 de persoane adulte, iar vârsta medie a populației este de 37,5 de ani (40,9 la bărbați și 34,5 la femei). În localitate sunt 45 de gospodării, iar numărul mediu de membri în gospodărie este de 3,98.
|  |

| Demografie | Demografie | Demografie |
| An         | Locuitori  | Locuitori  |
| ---------- | ---------- | ---------- |
|            |            |            |
|            |            |            |
|            |            |            |
|            |            |            |
| 1948       | 188        |            |
| 1953       | 204        |            |
| 1961       | 249        |            |
| 1971       | 233        |            |
| 1981       | 264        |            |
| 1991       | 258        | 202        |
| 2003       | 327        | 179        |

| \| Componența etnică conform recensământului din 2003[2] \| Componența etnică conform recensământului din 2003[2] \| Componența etnică conform recensământului din 2003[2] \| Componența etnică conform recensământului din 2003[2] \| Componența etnică conform recensământului din 2003[2] \| \| ----------------------------------------------------- \| ----------------------------------------------------- \| ----------------------------------------------------- \| ----------------------------------------------------- \| ----------------------------------------------------- \| \| \| \| \| \| \| \| Albanezi \| Albanezi \| \| 177 \| 98,88% \| \| necunoscută \| necunoscută \| \| 2 \| 1,11% \| |             |  |     |        |
| Componența etnică conform recensământului din 2003 |             |  |     |        |
| |             |  |     |        |
| Albanezi | Albanezi    |  | 177 | 98,88% |
| necunoscută | necunoscută |  | 2   | 1,11%  |